# 罗伯特·杨 (圣经学者)
罗伯特·杨（Robert Young，1822年9月10日—1888年10月14日）是一位苏格兰出版商和圣经学者，他通过自学而精通多种古代语言，他最主要的作品是将圣经用严格直译的方法译为杨氏直译本（Young's Literal Translation）。
罗伯特·杨出生在爱丁堡，后来进入印刷所成为学徒，同时自学多种东方语言。后来他加入独立教会，在1847年自己开设印刷所并出售书籍，特别是与旧约圣经研究有关的书籍。 
罗伯特·杨除了翻译圣经，还编写了杨格氏汇编（Young's Analytical Concordance to the Bible，适用钦定版圣经）和圣经简明注解（Concise Commentary on the Holy Bible）。